# 幻の湖
『幻の湖』（まぼろしのみずうみ）は、1982年に公開された日本映画。

## 概要
『砂の器』（1974年）、『八甲田山』（1977年）に続く、橋本プロダクション制作作品。1982年9月11日公開。原作・脚本・監督は、橋本プロ代表の脚本家、橋本忍。東宝創立50周年記念作品、第37回文化庁芸術祭参加作品。
主要登場人物の3名（ヒロインの道子、みつ、淀君）については、俳優経験を問わない一般オーディションが行われた。その結果、応募者1627人の中から道子役に南條玲子が選ばれ、女優としての本格的デビューを果たした。南條は主役に決定した直後の1980年10月から宇佐美彰朗による徹底したランニング指導を受け、琵琶湖での撮影が終了（1982年2月）するまでに彼女が走った距離は、合計4,500キロに及んだ。
難解すぎる内容のため観客動員は伸びず、早々に公開が打ち切られた。公開が短期間に終わり、その後もしばらくは映像ソフト化もされなかったため、幻の作品として扱われていた。
1996年、『映画秘宝 vol.6　底抜け超大作』（洋泉社）で本作品が大きく取り上げられたのが契機となり、好事家たちの間で「笑えるトンデモ映画」として認知度が高まるにつれて上映の機会も増え、2003年にはDVDも発売された。さらに時が経ち、「永遠の、極上のイリュージョン・ムービー」「時空を踏破した映像スペクタクル。トンデモ映画的な冷やかしの目で観るのはもう時代遅れ。真剣に見るべし」「至るところにトチ狂った細工が施され、壮大に歪んだ和のわびさびを感じる、一級品の発狂映画」など、肯定的に評価する動きも出ている。

## ストーリー
雄琴のトルコ（現在のソープランド）街で「お市」の源氏名で働くトルコ嬢（同・ソープ嬢）道子は、愛犬シロと琵琶湖の西岸でマラソンをするのが日課であった。そんな彼女が近頃気になっているのは、葛篭尾崎の付近を走っていると時折聞こえる、哀しげな笛の音だった。
そんなある日、道子の心の支えだった愛犬のシロが和邇浜で殺されているのが見つかった。凶器の包丁と様々な証言をもとに犯人が東京の作曲家日夏という男だと探りあてたものの、警察は頼りにならず、怒った道子は自ら東京へと乗り込む。
かつて道子の店にトルコ嬢として潜入していた米国の諜報員ローザの尽力で、日夏の住所とジョギングが趣味であることを知った道子は、得意のマラソンで日夏を「倒れるまで走らせてやる」と決意する。
復讐決行の日。道子はジョギングに出かける日夏の後をつけ、駒沢オリンピック公園に入ったところで日夏を後ろから執拗にあおる。しかし都会の空気に不慣れな道子はペースを乱し、スパートをかけた日夏に逃げ去られてしまった。肉体的にも精神的にも敗北感にさいなまれ、道子は公園をさまよう。
復讐に失敗し雄琴に帰った失意の道子を待っていたのは、知り合いの銀行員倉田からのドライブの誘い、そして求婚だった。初めて琵琶湖の東岸を旅したことで暗い情念からも解放された道子は、倉田の求婚を受け入れる。
そんな折、道子は葛篭尾崎で、かの哀しげな笛を吹いていた男、長尾に出会う。長尾が笛の由来として話すのは戦国時代、近江の浅井長政の妻「お市」にまつわる、哀しい物語だった。長尾はその哀しげな笛で、織田信長に殺され葛篭尾崎に沈められたお市の侍女「みつ」の魂を鎮めていたのだ。みつの笛を受け継いだ子孫で、宇宙パルサー研究者としてNASAで働く長尾は、ある目的で近く大気圏外へ飛び立つのだという。
長尾の話を通じ、史実の「お市」もまた、大切な人をシロのように理不尽に殺されていたのを知った道子は、ただの源氏名だったお市の存在に深く共感し、涙を流す。しかし今更どうにもならないことであった。
結婚のためトルコ嬢を辞めようとしていた矢先、なんと偶然にも作曲家の日夏が雄琴の道子の店に現れた。お市とみつの伝説を聞きつけたという日夏は「琵琶湖に沈んだ女の恨み節を書きに来た」と軽薄に笑う。激しい怨念の虜となった道子は、シロを殺した凶器の包丁を掴み日夏を追い回す。
日夏は店の外に逃げ出し、琵琶湖のほとりで過酷なマラソン対決が始まった。シロや倉田の幻にも支えられ、日夏を追って追ってひたすら追いかけた道子は、琵琶湖大橋のたもとでとうとう日夏の足を止めることに成功した。
「勝ったわよ、シロ!」快哉を叫んだ道子が日夏に包丁を突き刺したころ、長尾は地上からはるか離れた地球の衛星軌道にいた。長尾はスペースシャトルの船外に出ると、琵琶湖の上空185キロの位置に鎮魂の笛を静止させた。琵琶湖の水が枯れ果て「幻の湖」となる遠い未来までも、笛が琵琶湖の怨念を鎮めることができるように…。

## キャスト
- 尾坂道子 / トルコ嬢お市 - 南條玲子
- 長尾正信 / 吉康 - 隆大介
- 日夏圭介 - 光田昌弘
- 倉田修 - 長谷川初範
- トルコ嬢淀君 - かたせ梨乃
- ローザ - デビ・カムダ
- 矢崎 - 室田日出男
- 関口 - 谷幹一
- 大西 - 北村和夫
- 弁護士 - 仲谷昇
- 平山 - 下条アトム
- みつ - 星野知子
- 藤掛三河 - 大滝秀治
- 長尾吉兼 - 宮口精二
- お市の方 - 関根恵子
- 織田信長 - 北大路欣也
- 日夏音楽事務所の受付 - 荒木由美子
- お市の方の侍女 - 中村れい子
- 道子の客 - 奥野匡
- シロ - ラウンドウェイ・KT・ジョニー号
- 菅井きん
- 杉山とく子
- 辻萬長
- 西田健
- 浜田晃
- 木村四郎
- 青木卓
- 伊藤敏孝
- 坂西良太
- 永妻晃
- 岩城和男

## スタッフ

### 本編
- 製作：佐藤正之、大山勝美、野村芳太郎、橋本忍
- 音楽：芥川也寸志
- 撮影監督：中尾駿一郎、斉藤孝雄　岸本正広
- 撮影：斎藤孝雄
- 美術：村木与四郎、竹中和雄
- 録音：吉田庄太郎
- 照明：高島利雄
- 編集：小川信夫
- チーフ助監督：桃沢裕幸
- 撮影：岸本正広
- 原作・脚本・監督：橋本忍

### 特殊技術
- 特撮監督：中野昭慶
- 撮影：山本武
- 美術：小村完
- 照明：森本正邦
- 操演：松本光司
- 特殊効果：渡辺忠昭
- 監督助手：松本清孝

### 合成班
- 光学撮影：宮西武史

## 製作

### 企画
監督の橋本忍によると、本作品は映画『八甲田山』（1977年）のロケ現場にてブナの木に話しかけた際に脳裏に浮かんだ一枚の絵が元になっているという。その絵とは、「日本髪を振りみだした若い女が、出刃包丁を構え、体ごと男へぶつかっている」物であり、その女は縄文期より過去、現在、未来へと生まれ変わり続けているという設定を構想する。また、橋本はタイプライターについて思いを巡らせ、従来の電動式のものからLSIのものに代わっていくと構想、さらに琵琶湖畔にある弥勒菩薩を見物した橋本は「LSI、十一面観音の菩薩像、出刃包丁を構えた女」の三つを組み合わせた話の構想を企画し始める。
企画会議では「LSIを内蔵した仏像」などの意見もスタッフから提案されたが、結果として2年間の時を費やし最終的な脚本が完成した。
シナリオの段階（第一稿～第三稿）ではスペースシャトルではなく、サターンIIロケットとスカイラブの設定で書かれていた。

### キャスティング
倉田役の長谷川初範は、TBSの野村清プロデューサーから『刑事犬カール2』（『ウルトラマン80』の後番組）レギュラーの打診があったがこれを断り、橋本忍が脚本・監督を兼任し一年間の長期撮影を行う本作への出演を選んだ。

### 撮影
撮影は1980年秋から1年間。
南條玲子はこの映画のために清泉女子大学英文科を一年休学。デビュー作がトルコ嬢の役とあって、出演をめぐって少々の波風はたったが「本物のトルコ嬢に会ってみたんです。話をしてみるまでは確かに違和感がありましたけど、普通の人とまったく同じ。ほとんど抵抗はなくなりました」と答えている。
スペースシャトルのミニチュアは、耐熱タイルが1枚1枚まで再現されたリアルな造形となっている。
宇宙遊泳のシーンは俳優をクレーンで吊った映像に背景を合成している。

## 興行成績
「ネオ・サスペンス」と称し、雄琴のトルコ嬢の愛犬の死を発端とする壮大な物語が展開される大作であったが、難解というより支離滅裂に近い内容のため、客足はまったく伸びず、東京地区では公開からわずか19日で打ち切られることとなった。そのため、同年の夏休み映画だったたのきんトリオの『ハイティーン・ブギ』、『ブルージーンズメモリー』が急遽再上映されることとなった。この映画の5週後に続いて公開されるはずだった映画は、橋本と共に『八甲田山』を作った森谷司郎監督、高倉健主演の『海峡』である。都市部のロードショーのみで打ち切りとなったため、舞台である滋賀県の映画館では、同県の大津市内の映画館「教育会館」などでの地元先行公開だけで終わった。

## その後
以降、1996年に『映画秘宝』で紹介されるまで名画座でもめったに上映されず、ビデオ化もテレビ放映もされなかったという、文字通り「幻の」作品だった。また、それまで邦画を代表する脚本家であった橋本は、この作品の大失敗で信頼を失ったとされ、1986年ごろに2本の映画の脚本を執筆しても、不入りだったため、業界から「干された」というのが、もっぱらの通説であるが、実際には、本作の執筆当時橋本の年齢は60歳を過ぎており、橋本本人のみならず夫人も体調を崩したことから創作活動に専念できる状況ではなくなったためであり、橋本の体調が回復した晩年の2008年には『私は貝になりたい』の脚本を手がけた。

## DVDリリース・派生作品
DVD
- 2003年4月25日、東宝
- 2013年11月8日、東宝シネマファンクラブ
- 2015年2月18日、東宝DVD名作セレクション

書籍
- 幻の湖（1980年6月、集英社）
- 幻の湖（1982年5月、集英社文庫）

サウンドトラック
- オリジナル・サウンド・トラック 幻の湖（2010年、富士キネマ）

## 作品の評価
- 映画本『底抜け超大作』では、「（主演に関して）喜怒哀楽を表現するのに、全身を使ってオーバーに体を震わせ、目を剝いたりするものだから、暑苦しいことこのうえない」、「橋本演出は、二本の監督経験がある人とは思えないほど無駄で冗長な描写が多い」、「（最終シーンに関して）この場面の科学考証のデタラメさは語り草で、まさしくトンデモ映画」と酷評している[11]。
- 映画評論家の山根貞男は、「（愛犬の復讐に燃えるトルコ嬢の設定について）そもそもトルコ嬢としての日々がきちんと描出されないから、主人公像は空疎に抽象的で、具体性をもたない」、「こんな主人公像に、話の展開と細部に、どう思い入れをしろというのか」として、「生命をもたない映画、死体のごとき映画であり、要するにどうしようもない愚作である」と酷評している[17]。
- 本作品について橋本自身は、無理な・不自然なシチュエーション（例えば飼い犬の仇討ちと称して殺人を犯す点など）の連続を強引にまとめた不条理な脚本となっており[18]、「最後の仕上げでフィルムが全部繋がると、根本的な大きな欠陥と失敗が間違いなく露呈」[18]し、「大失敗」[18]だったと総括している。撮影開始前から本人が脚本に自信を持てずに製作中止も考えていたが[18]、悩んでいるうちに製作準備が進んでしまい、撮影に入らざるを得なかったという[18]。